# Jurij Konsztantyinovics Jeliszejev
Jurij Konsztantyinovics Jeliszejev, ukránul: Юрій Костянтинович Єлісєєв, oroszul: Юрий Константинович Елисеев (Szverdlovszk, 1949. szeptember 26. –) olimpiai bronzérmes szovjet válogatott ukrán labdarúgó, csatár, edző.

## Pályafutása

### Klubcsapatban
1968-ban a Lokomotyiv Moszkva, 1969-ben a Lokomotyiv Kaluga, 1970 és 1977 között a Zarja Vorosilovgrád, 1978–79-ben a Krilja Szovetov Kujbisev labdarúgója volt. A Zarja csapatával 1972-ben szovjet bajnoki címet nyert.

### A válogatottban
1972-ben hét alkalommal szerepelt a szovjet válogatottban és két gólt szerzett. Részt vett az 1972-es müncheni olimpián, ahol bronzérmet szerzett a csapattal.

### Edzőként
2000 és 2002 között a Zorja Luhanszk vezetőedzője volt.

## Sikerei, díjai
Szovjetunió
- Olimpiai játékok
  - bronzérmes: 1972, München

 Zarja Vorosilovgrád
- Szovjet bajnokság
  - bajnok: 1972

## Statisztika

### Mérkőzései a szovjet válogatottban
| Szovjetunió | Szovjetunió         | Szovjetunió                            | Szovjetunió | Szovjetunió | Szovjetunió | Szovjetunió               | Szovjetunió | Szovjetunió |
| #           | Dátum               | Helyszín                               | Hazai       | Eredmény    | Vendég      | Kiírás                    | Gólok       | Esemény     |
| ----------- | ------------------- | -------------------------------------- | ----------- | ----------- | ----------- | ------------------------- | ----------- | ----------- |
| 1.          | 1972. június 29.    | São Paulo, Morumbi Stadion (BRA)       | Uruguay     | 0 – 1       | Szovjetunió | Brazil függetlenségi kupa | -           |             |
| 2.          | 1972. július 2.     | Belo Horizonte, Estádio Mineirão (BRA) | Argentína   | 1 – 0       | Szovjetunió | Brazil függetlenségi kupa | -           |             |
| 3.          | 1972. július 6.     | Belo Horizonte, Estádio Mineirão (BRA) | Portugália  | 1 – 0       | Szovjetunió | Brazil függetlenségi kupa | -           | 23'         |
| 4.          | 1972. augusztus 6.  | Stockholm, Råsunda Stadion             | Svédország  | 4 – 4       | Szovjetunió | barátságos                | 1           | 32'         |
| 5.          | 1972. augusztus 28. | Regensburg, Jahnstadion (FRG)          | Burma       | 0 – 1       | Szovjetunió | olimpiai csoportkör       | -           |             |
| 6.          | 1972. augusztus 30. | München, Olimpiai Stadion (FRG)        | Szudán      | 1 – 2       | Szovjetunió | olimpiai csoportkör       | -           |             |
| 7.          | 1972. szeptember 3. | München, Olimpiai Stadion (FRG)        | Marokkó     | 0 – 3       | Szovjetunió | olimpiai középdöntő       | 1           | 68' 69'     |
|             | Összesen            |                                        |             | 7           | mérkőzés    |                           | 2           | gól         |